# 宮内亜弥子
宮内 亜弥子（みやうち あやこ、1974年10月17日 - ）は、フリーアナウンサー、リポーター。神奈川県小田原市在住。

## 人物
2008年8月に結婚。2010年11月6日に第1子（長女）を出産。

## 出演番組

### 現在の出演番組
- Nスタ（TBS）リポーター

### 過去の出演番組
- HAMA大国ナイト WaiWaiベイスターズ倶楽部（1997年頃、テレビ神奈川）
- やってみようなんでも実験（1997年4月 - 2000年12月、NHK教育）

※1997年4月から1999年3月まではリポーターを担当し、1999年4月から司会を務めていた。
- あの街この町天気予報（2000年 - 2001年3月、TBS）
- 遊YOU天気・週末探検隊（TBS）
- ファミリー探検隊（2000年1月 - 2003年12月、ファミリー劇場）
- 朝まるJUST（2001年4月 - 2005年3月、千葉テレビ）
- 横浜シティマガジン（2002年10月 - 2004年3月 、月一回放送、テレビ神奈川）
- Hi!横濱編集局（2004年4月 - 2009年12月 、テレビ神奈川）
- ずばり!横濱（2010年1月 - 2010年3月、テレビ神奈川）
- ザ・スターボウリング（テレビ東京）
- NNN Newsリアルタイム（日本テレビ）リアル特集リポーター（不定期）
- 教えて・からだのミカタ（2009年5月 - 2011年9月、BS-TBS）※2010年9月 - 2011年3月は産休のため出演せず

## 関連人物
- 北原照久 - HAMA大国NIGHT
- きだつよし - ファミリー探検隊
- 中田宏 - Hi!横濱編集局